# Théodore Caruelle d'Aligny
Pour les articles homonymes, voir Aligny.
Ne pas confondre avec Théodore Caruel (1830-1898), botaniste italien d'origine française

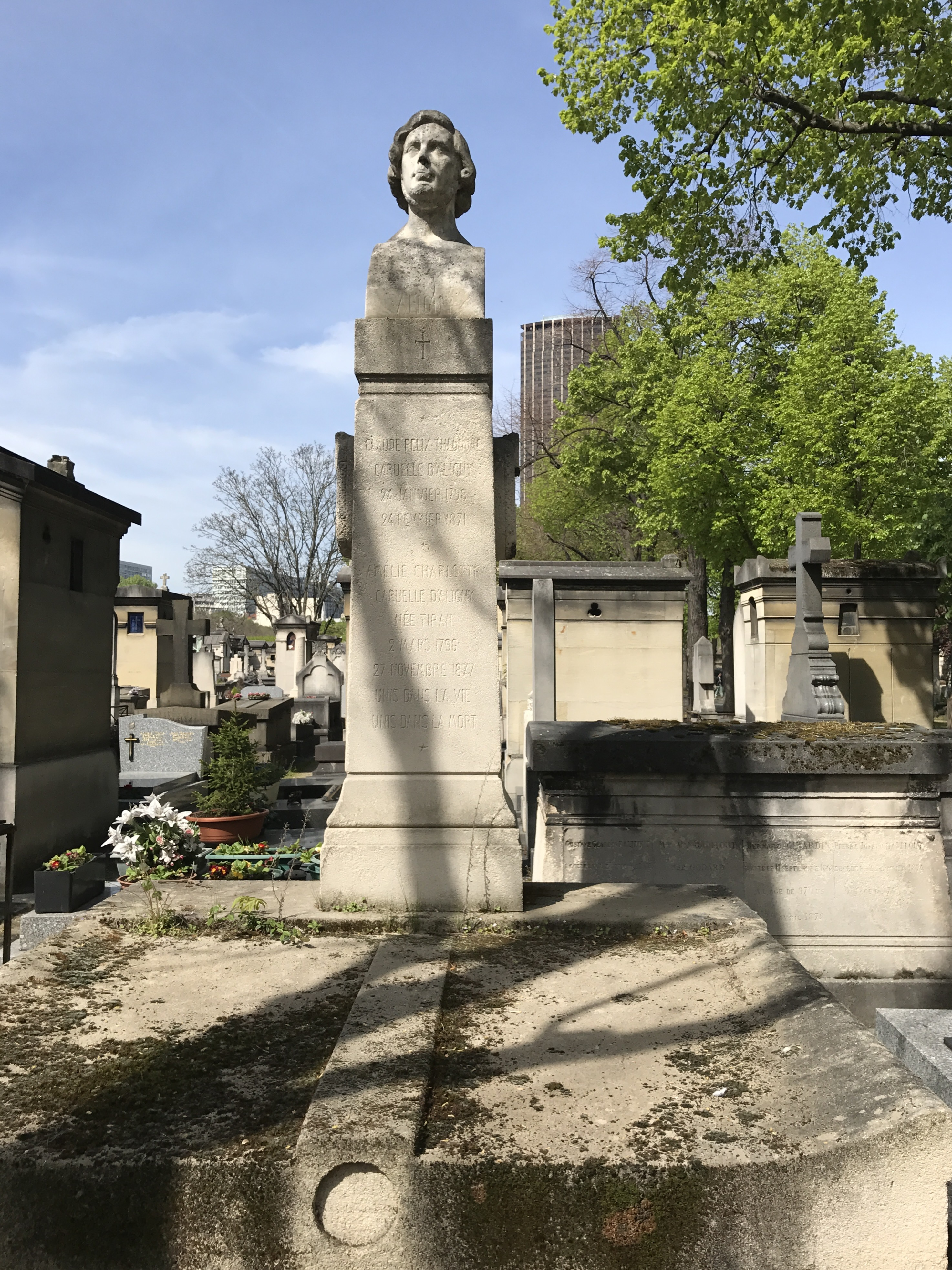
Tombe de Théodore Caruelle d'Aligny au cimetière du Montparnasse (div. 18), à Paris.

Théodore Caruelle d'Aligny, né à Chantenay-Saint-Imbert le 24 janvier 1798 et mort à Lyon le 24 février 1871, est un peintre, dessinateur et graveur paysagiste français.

## Biographie
Né à Chantenay-Saint-Imbert (Nièvre) le 24 janvier 1798 dans une famille d'artistes, Théodore Caruelle perd son géniteur Jean-Baptiste Caruelle en 1801. Élevé par son beau-père Claude Meure-Aligny, il en adopte le patronyme pour peindre. Arrivé à Paris en 1808, il aurait débuté en réalisant des dessins paysagers pour une fabrique de porcelaine. Ses maîtres dans l'apprentissage du pinceau sont Jean-Baptiste Regnault et Louis Étienne Watelet. Puis Caruelle d'Aligny se spécialise dans le genre du paysage historique, et présente un tableau représentant Daphnis et Chloé pour sa première participation au Salon en 1822.

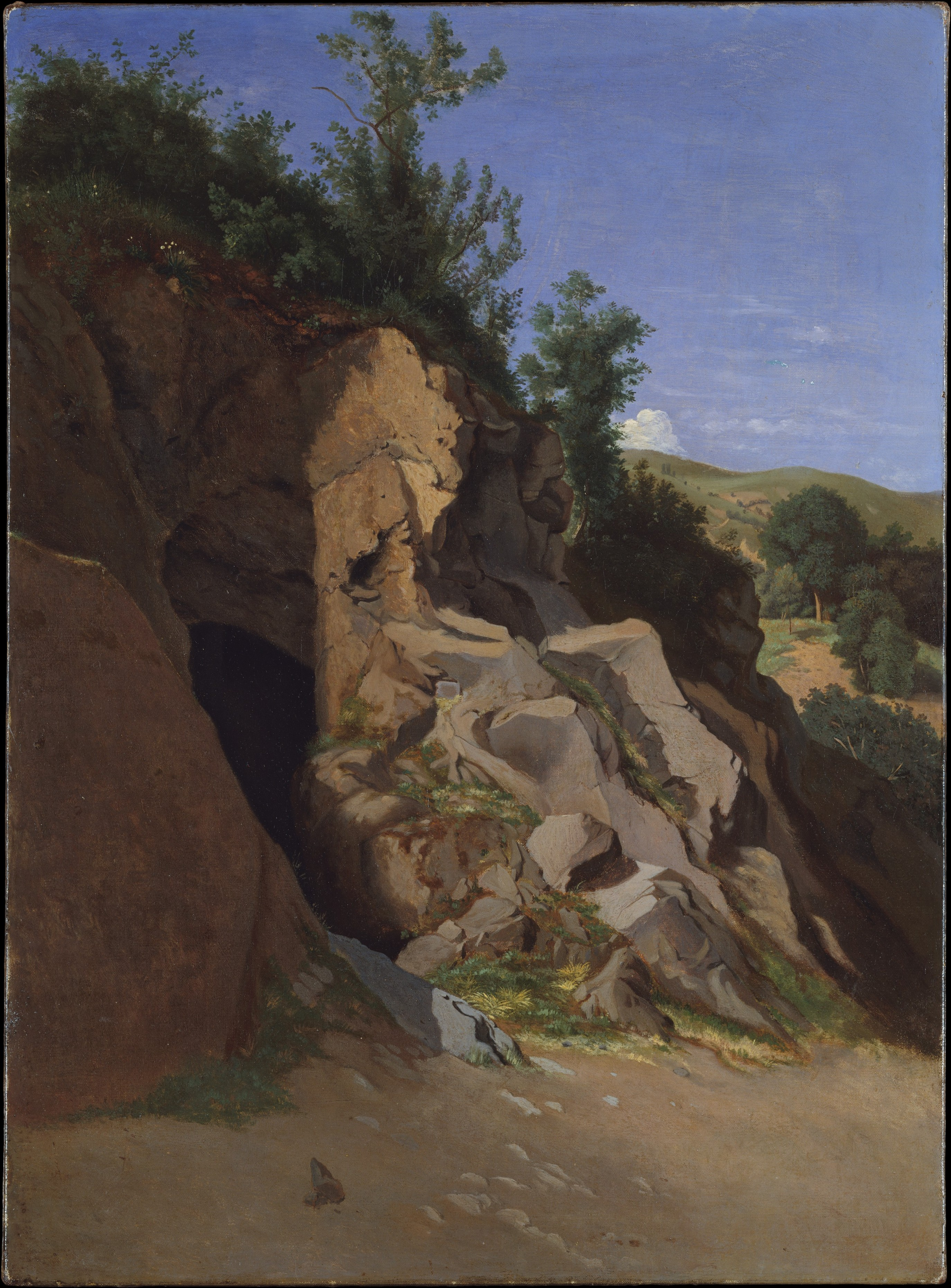
Paysage avec une grotte (entre 1834 et 1836), New York, Metropolitan Museum of Art.

Il consacre ensuite plusieurs années au traditionnel voyage artistique en Italie, au cours duquel il se lie avec Camille Corot. Ce séjour dure de 1824 à 1827,. Une fois revenu en France, Caruelle d'Aligny commence à exposer régulièrement au Salon à partir de 1827. Il retourne en Italie de 1834 à 1836, et effectue en 1843 un voyage en Grèce afin de réaliser une série de dessins des principaux sites antiques que lui avait commandés l'École des beaux-arts. Il publie le fruit de ce labeur sous la forme d'un recueil d'eaux-fortes : Vues des sites les plus célèbres de la Grèce antique dessinées sur nature et gravées à l'eau forte (Paris, 1845). Il décore la chapelle des fonts baptismaux de l'église Saint-Étienne-du-Mont à Paris en 1851.
Deux fois médaillé au Salon en 1831 et 1837, il est décoré de la Légion d'honneur le 2 juillet 1842 et finalement admis à l'Académie des beaux-arts. En 1860, il est nommé directeur de l'École des beaux-arts de Lyon, ville où il meurt le 24 février 1871. Sa dépouille est rapatriée dans la capitale et inhumée au cimetière du Montparnasse. Sa tombe est ornée d'un buste en marbre réalisé par Antoine Étex.
Le paysagiste François-Auguste Ravier est l'un des élèves de son atelier.

## Distinctions
- Chevalier de la Légion d'honneur

## Son œuvre

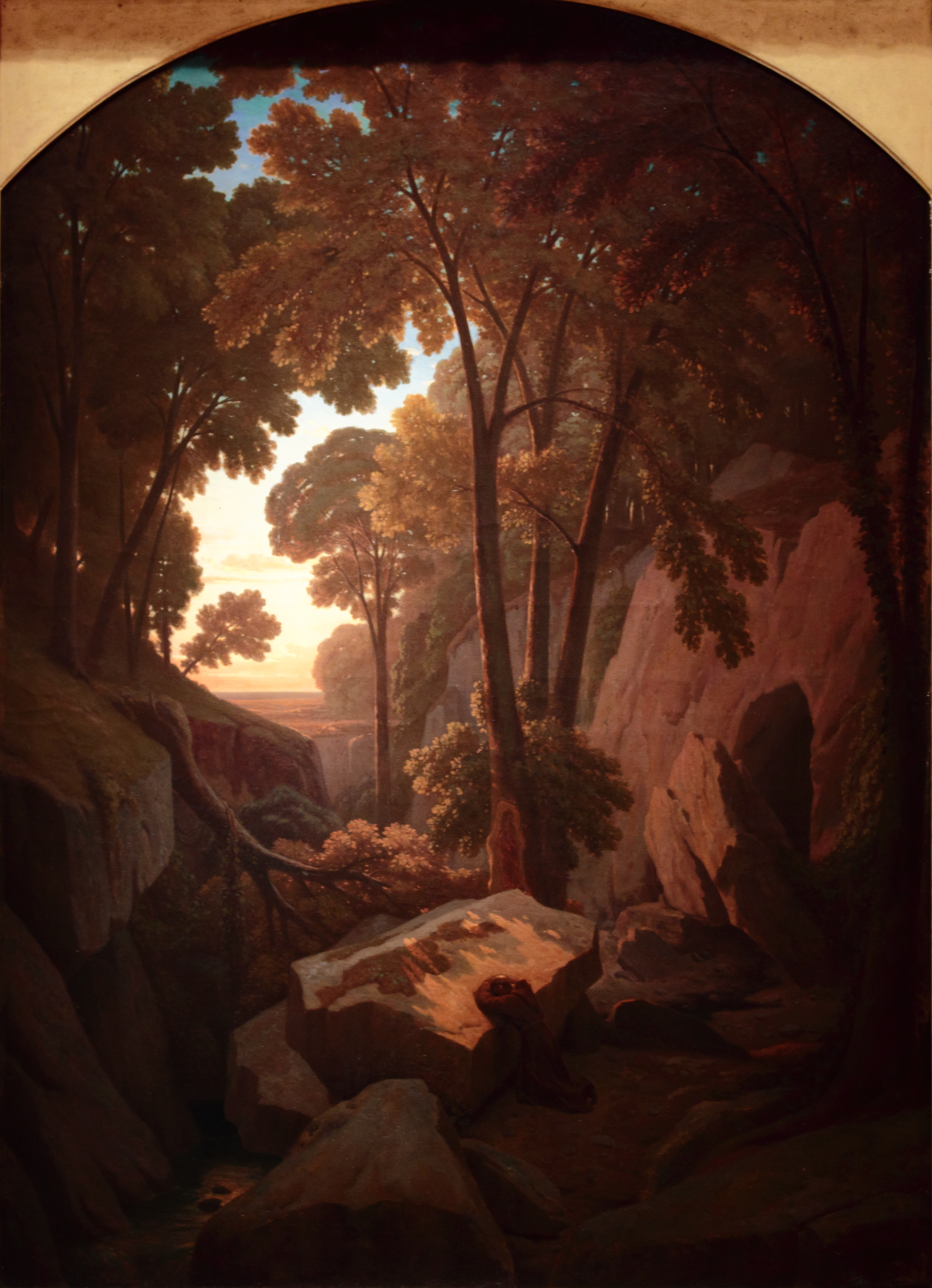
La Solitude (1850), musée des Beaux-Arts de Rennes.

S'il reste fidèle à la thématique du paysage historique durant toute sa carrière artistique, multipliant les sujets antiques, gaulois et mythologiques, Caruelle d'Aligny n'en est pas moins un des pionniers de la peinture sur le motif pour mieux s'imprégner de la nature. Il travaille dans la forêt de Fontainebleau et sur la côte normande, et est l'un des précurseurs de l'École de Barbizon, village dont il serait l'un des découvreurs artistiques soit dès 1822 soit en 1824,. À partir de 1827, il y loue une maison au père Ganne, cabaretier qui obtiendra renommée et prospérité en devenant l'aubergiste des artistes.
Si sa manière de peindre reste profondément imprégnée par sa formation néo-classique, Caruelle d'Aligny sait s'en émanciper partiellement pour élaborer un style personnel qui tend à schématiser le trait et négliger l'art du détail, de façon à mieux accentuer la construction des masses et les lignes de formes de ses paysages.
Un certain nombre d'œuvres de Caruelle d'Aligny figure dans les collections publiques françaises. Le département des arts graphiques du musée du Louvre à Paris conserve un important portefeuille de dessins de sa main, et le musée des Beaux-Arts de Rennes quelques autres. On trouve au musée du Louvre quatre toiles dont il est l'auteur : Vue prise à Amalfi (Salon de 1835), Prométhée (Salon de 1837), Une villa italienne (Salon de 1841), Les Rochers de Fontainebleau offerte au musée en 1951 par le peintre et collectionneur Maurice Boudot-Lamotte. D'autres tableaux sont conservés par le musée des Beaux-Arts d'Angers, le musée Calvet à Avignon, au musée des Beaux-Arts de Bordeaux, au musée des Beaux-Arts de Carcassonne, au musée des Beaux-Arts de Lyon et de Valenciennes, au musée d'Art Roger-Quilliot à Clermont-Ferrand, au musée Magnin à Dijon, au musée municipal de Semur-en-Auxois, au musée de l'Histoire de France à Versailles et au musée de la Vie romantique à Paris.

## Élèves
- Charles Edme Saint Marcel (1819-1890).
- Achille Gallier (1814-1871).
- François-Auguste Ravier.

## Réception critique

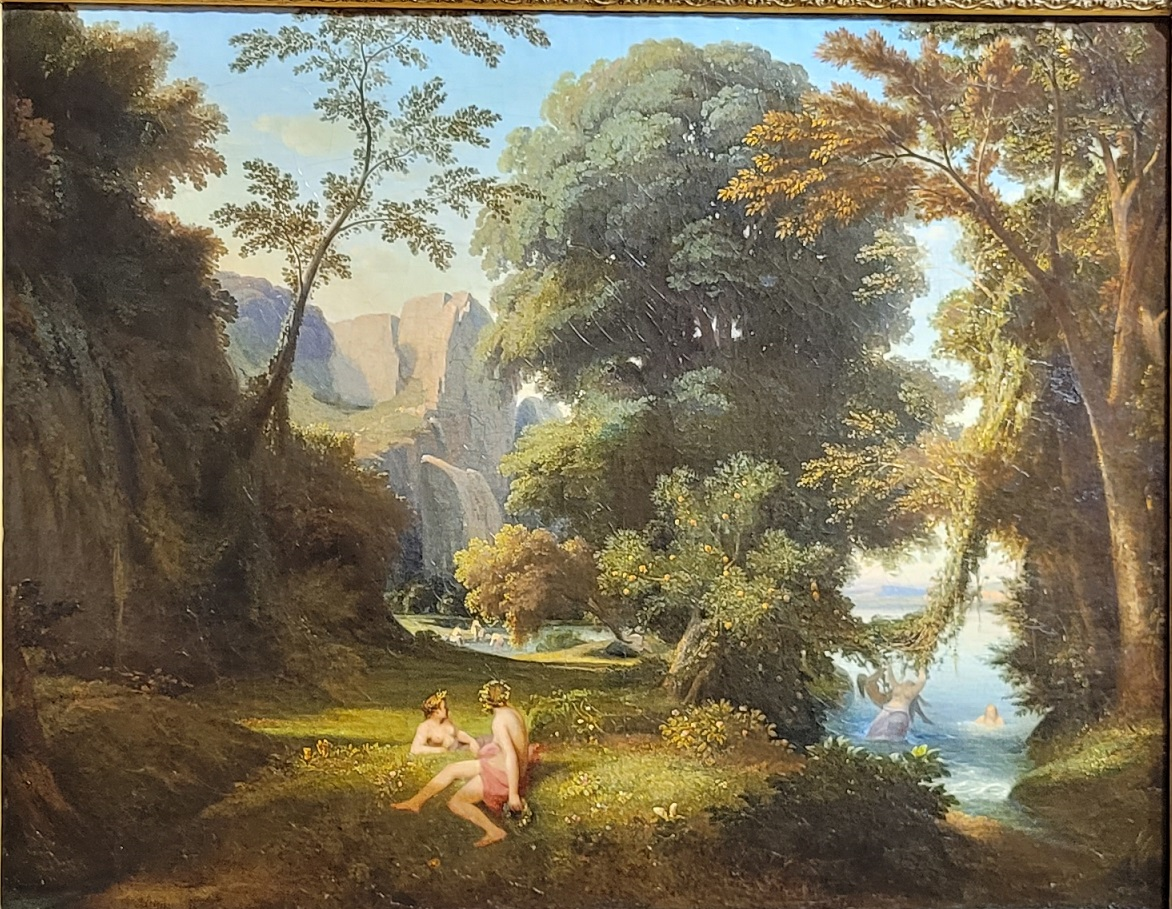
Les Baigneuses, Théodore Caruelle d'Aligny, huile sur toile, 1840, musée de Semur-en-Auxois

La participation de Caruelle d'Aligny au Salon de 1833 inspire à Théophile Gautier, critique exigeant, une appréciation favorable : « M. Aligny se distingue toujours par les belles et sévères lignes de ses arbres et de ses rochers. Son paysage est peu compris, ce n’est pas qu’il ne mérite de l’être. » Gautier renouvelle ses éloges lors du Salon de 1839 et de l’Exposition universelle de 1855. Son enthousiasme critique grandit même jusqu'à qualifier l'artiste d'« Ingres du paysage. »
Beaucoup moins conquis par cet artiste qu'ils jugeaient trop conventionnel, les frères Goncourt estiment eux, lors du Salon de 1852, que le peintre « croit qu’il y a dans la nature des rotures et des mésalliances […], que le paysage enfin doit s’inspirer de la noblesse du fait qui s’y passe, et qu’il doit s’y intéresser par la dignité de son allure […]. M. Aligny n’a qu’un tort, selon nous, c’est d’avoir voulu faire la preuve de ses opinions. »

Œuvres de Théodore Caruelle d'Aligny
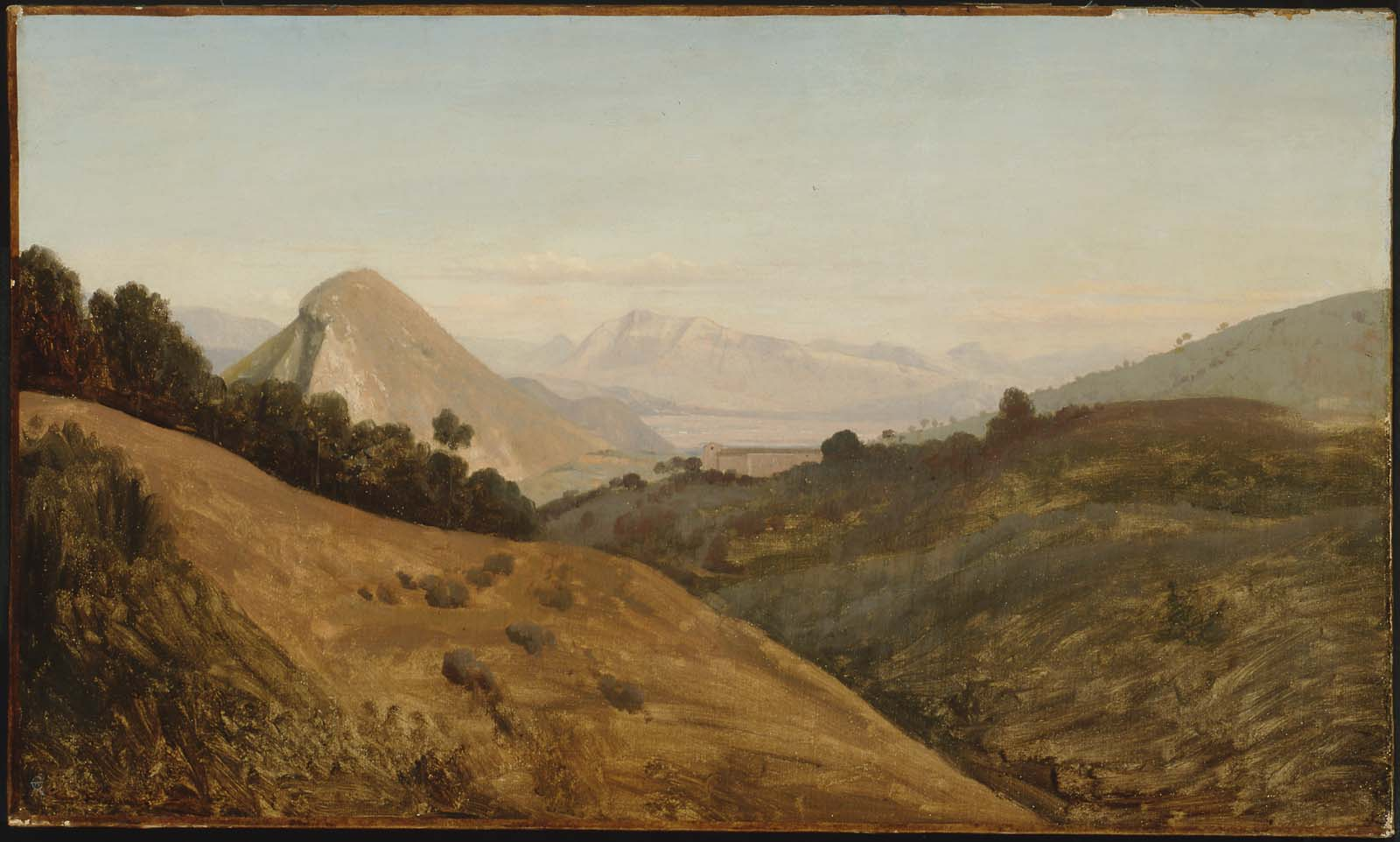
Collines italiennes à l'aube (vers 1826-1827), musée des Beaux-Arts de Boston.
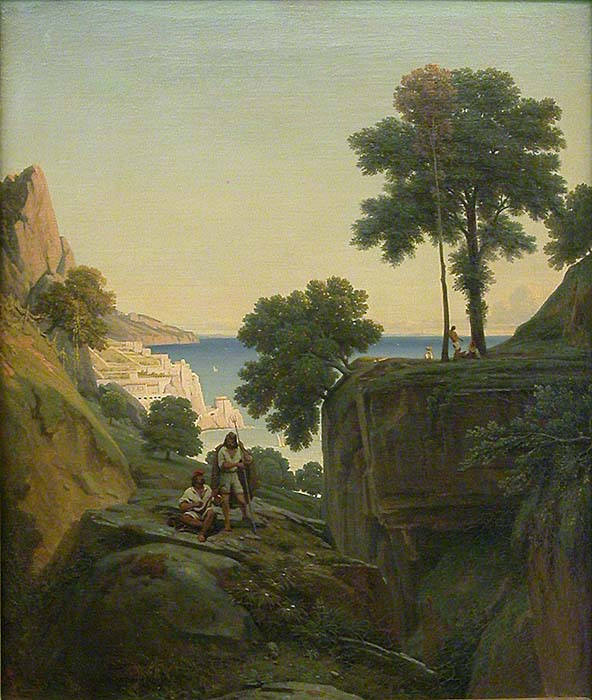
Vue prise à Amalfi (vers 1834), Paris, musée du Louvre.
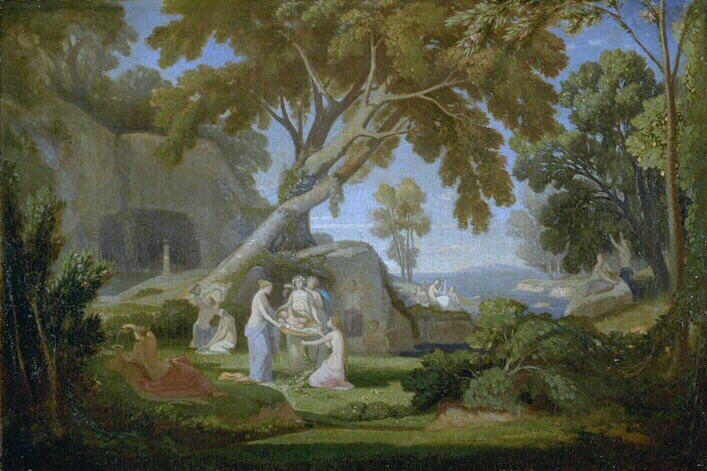
L'Enfance de Bacchus (avant 1848), musée des Beaux-Arts de Bordeaux.
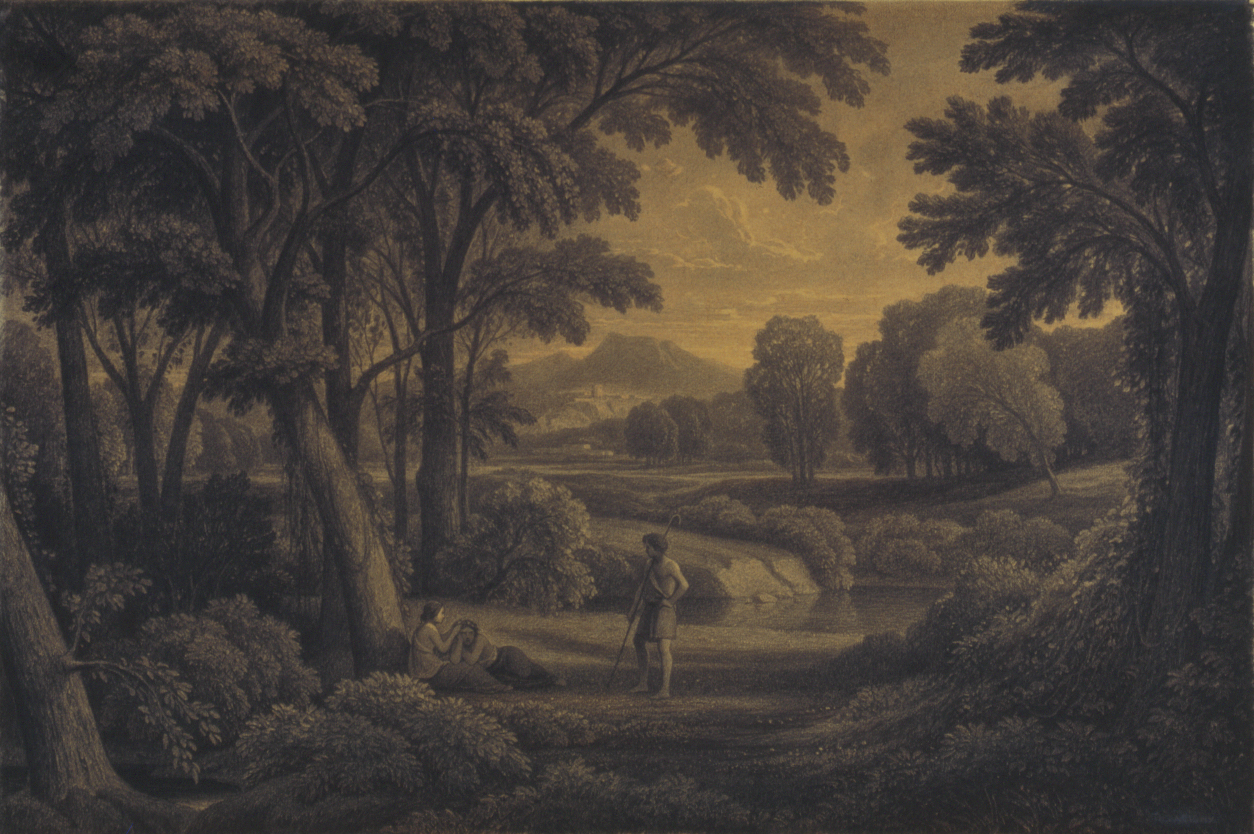
Pastorale (avant 1855), fusain, musée d'Art de Baltimore.

## Collections publiques
- Musée des Beaux-Arts et d'Archéologie Joseph Déchelette, à Roanne
  - Paysage de montagne du Jura Suisse, huile sur toile, 19e siècle